# قائمة شخصيات قيامة أرطغرل

الرئيس رجب طيب أردوغان مع طاقم الموسم الأول.

فيما يلي قائمة شخصيات المسلسل التلفزيوني التركي قيامة أرطغرل ، الذي أنشأه محمد بوزداغ .

## مسلسل
ويركز المسلسل على حياة أرطغرل ، والد عثمان الأول ، مؤسس الإمبراطورية العثمانية (بالتركية: Osmanlı İmparatorluğu)‏ . في المسلسل، قام إنجين ألتان دوزياتان بدور أرطغرل، وقام إمري أوجتبا بدور عثمان.
معظم الشخصيات البارزة في مسلسل التركي قيامة أرطغرل مبنية على أشخاص حقيقيين مرتبطين بعثمان الأول وقيام الدولة العثمانية ، بما في ذلك عثمان الأول وحليمة خاتون وأرطغرل، أو أسماء شخصيات من كتاب دده كوركوت ، مثل سالجان خاتون، وبانو شيشيك، وبامسي بيريك . ومع ذلك، تم إنشاء معظم الشخصيات المتبقية من قبل منتجي المسلسل، حيث لم يكن هناك الكثير من المصادر من تلك الحقبة.
يحتوي كل موسم على أعضاء جدد في فريق التمثيل بأدوار البطولة. في الموسم الأول، تمت إضافة سيردار دينيز وهاكان فانلي وسردار غوكهان كأعضاء في فريق التمثيل الرئيسي. في الموسم الثاني، أوغور غونيش ، جافيد جيتين غونر [الأوردية] ، و باريش باجي كانوا من النجوم. في الموسم الثالث، كورشات ألنياتشيك [التركية] ، كاغداش أونور أوزتورك [التركية] ، وجيم أوشان تم تسجيلهم كالممثلين الرئيسيين. في الموسم الرابع والخامس،الممثلون : مراد غريب أغا أغلو ، براق دكاك ، جمال هونال ، علي إرسان ، وإيلكر أكسوم كانوا الممثلين الرئيسيين.

## الممثلون
هذه لمحة عامة عن طاقم الممثلين في المسلسل. يتم تصنيف الممثلون الداعمة والممثلون الثانوية (إذا تم ذكرها) كأحرف متكررة هنا. بعض الشخصيات، التي ظهرت بشكل قليل، كشخصيات ثانوية أو شخصيات ضيف شرف، لا تظهر هنا ولكن يتم عرضها في المقالات الخاصة بكل موسم:
| الممثل                  | الشخصية                  | المواسم | المواسم              | المواسم | المواسم | المواسم                 |
| الممثل                  | الشخصية                  | 1       | 2                    | 3       | 4       | 5                       |
| ----------------------- | ------------------------ | ------- | -------------------- | ------- | ------- | ----------------------- |
| إنجين ألتان دوزياتان    | السيد أرطغرل             | بطولة   | بطولة                | بطولة   | بطولة   | بطولة                   |
| سردار غوكهان            | سليمان شاه               | بطولة   | ضيف شرف [الإنجليزية] |         | ضيف شرف | ضيف شرف                 |
| هوليا دارجان            | هايماه خاتون             | بطولة   | بطولة                | بطولة   | بطولة   | بطولة                   |
| إسراء بيلجيتش           | حليمة خاتون              | بطولة   | بطولة                | بطولة   | بطولة   |                         |
| جنكيز جوكشون            | تورغوت ألب               | بطولة   | بطولة                | بطولة   | بطولة   | بطولة                   |
| نور الدين سونمز         | بامسي بيريك              | مساعد   | مساعد                | بطولة   | بطولة   | بطولة                   |
| كافيت جيتين غونر        | دوغان ألب                | مساعد   | بطولة                | مساعد   |         |                         |
| أوغور غونيش             | السيد توتكين             |         | بطولة                |         |         |                         |
| سيردار دينيز            | تيتوس                    | بطولة   |                      |         |         |                         |
| باريش باجي              | بايكو نويان              |         | بطولة                |         | مساعد   |                         |
| هاندا سورال             | إلبيلجي خاتون            |         |                      |         |         | بطولة                   |
| محرم أوزجان             | تانغوت                   |         | مساعد                |         |         |                         |
| هاكان فانلي             | السيد كورد أوغلو         | بطولة   |                      |         |         |                         |
| براق حقي                | علاء الدين كيكوبات       |         |                      | ضيف شرف | مساعد   |                         |
| مراد غريب أغا أغلو      | الأمير سعد الدين كوبيك   |         | مساعد                | مساعد   | بطولة   |                         |
| كورشات ألنياتشيك        | السيد أورال              |         |                      | بطولة   |         |                         |
| جيم أوشان               | السيد علي يار            |         |                      | بطولة   |         |                         |
| جاغداش أونور أوزتورك    | فاسيليوس                 |         |                      | بطولة   |         |                         |
| جمال هونال              | القائد آرس / أحمد ألب    |         |                      | ضيف شرف | بطولة   |                         |
| إيلكر أكسوم             | دراغوس                   |         |                      |         |         | بطولة                   |
| علي إرسان دورو          | السيد بيبولات            |         |                      |         |         | بطولة                   |
| ديدام بالشين            | سالجان خاتون             | بطولة   | بطولة                |         |         | مساعد                   |
| كعان طاشانر             | السيد غوندوغدو           | بطولة   | بطولة                |         |         | مساعد                   |
| يامان تيومين            | غوندوز ألب               |         |                      | مساعد   | مساعد   | مساعد                   |
| عارف ديرين              | غوندوز ألب               |         |                      | مساعد   | مساعد   | مساعد                   |
| كرم بيكيش أوغلو         | السيد سافجي              |         |                      |         |         | مساعد                   |
| إمري اوجتبا             | السيد عثمان              |         |                      |         |         | مساعد                   |
| عثمان سويكوت            | ابن العربي               | مساعد   | مساعد                | مساعد   | مساعد   | ضيف شرف− تمثيل صوتي فقط |
| أردا أنارات             | السيد دوندار             | مساعد   | ضيف شرف              | مساعد   | مساعد   |                         |
| باتوهان قراجاقايا       | السيد دوندار             | مساعد   | ضيف شرف              | مساعد   | مساعد   |                         |
| محمد تشيفيك             | ديلي ديمير               | مساعد   | مساعد                |         |         |                         |
| هاندا سوباشي            | ايكيز خاتون              | مساعد   |                      |         |         |                         |
| بورجو كيراتلي           | جوكتشا خاتون             | مساعد   | مساعد                |         |         |                         |
| حسين أوزاي              | السيد كوركوت             | ضيف شرف | مساعد                |         |         |                         |
| ايبيرك بيكجان           | السيد أرتوك              |         | مساعد                | مساعد   | مساعد   | مساعد                   |
| ازجي اسما كوركلو        | بانو شيشيك خاتون         |         | مساعد                | مساعد   |         |                         |
| تولجا سالا [الإنجليزية] | حمزة ألب                 | مساعد   | مساعد                |         |         |                         |
| جلال آل                 | عبدالرحمن ألب            | مساعد   | مساعد                | مساعد   | مساعد   | مساعد                   |
| ميليه أوزدوغان          | سامسا ألب                |         | مساعد                | مساعد   | مساعد   |                         |
| ليفينت أوكتيم           | السيد الأعظم             | مساعد   |                      |         |         |                         |
| ديلك سربست              | إيزادورا                 | مساعد   |                      |         |         |                         |
| جان كهرمان              | كارا تويغار              | مساعد   |                      |         |         |                         |
| إسكندر ألتن             | عمر درويش                | مساعد   |                      |         |         |                         |
| محمد أمين إنجي          | الأمير العزيز            | مساعد   |                      |         |         |                         |
| بوراك تيميز             | الأمير يغيت/ يغيت ألب    | مساعد   | ضيف شرف              |         |         |                         |
| سيدات سافتاك [التركية]  | الأمير نعمان             | مساعد   |                      |         |         |                         |
| تورجوت تونتشالب         | السيد أفشين              | مساعد   |                      |         |         |                         |
| غوكهان أتالاي           | أتابي شهاب الدين طغرل    | مساعد   |                      |         |         |                         |
| رشاد ستريك              | كلاوديوس/ عمر ألب        | مساعد   |                      |         |         |                         |
| بوراك شيمين             | ناصر                     | مساعد   |                      |         |         |                         |
| فرات توبكورور           | التاجر حسن/بطرس          |         |                      | مساعد   |         |                         |
| سيزغين إيرديمير         | السيد سونغورتكين         |         | مساعد                |         | مساعد   |                         |
| ملكشاه اوزين            | ملك شاه ألب              | مساعد   | مساعد                | مساعد   | مساعد   | مساعد                   |
| اتيلا إنجين             | كاردينال توماس           | مساعد   |                      |         |         |                         |
| زينب ايدمير [التركية]   | أفتاليا                  | مساعد   |                      |         |         |                         |
| سينم أوزتورك            | ماهبيري خاتون            |         |                      |         | مساعد   |                         |
| براق دكاك               | السلطان غياث الدين       |         |                      |         | بطولة   |                         |
| حسن كوتشوكتشيتين        | شمس الدين آلتون أبا      |         |                      |         | مساعد   |                         |
| إيردن ألكان             | السيد جاندار             |         |                      | مساعد   |         |                         |
| جولتشين صانترجي أوغلو   | تشولبان خاتون/ ايكاترينا |         |                      | مساعد   |         |                         |
| جولسيم علي              | أصليهان خاتون            |         |                      | مساعد   | مساعد   |                         |
| غوكهان بيكليتينلير      | أستاذ هاتشاتوريان        |         |                      | مساعد   |         |                         |
| بورشين عبد الله         | حفصة خاتون / هيلينا      |         | مساعد                | مساعد   | مساعد   |                         |
| رينان كاراجوز أوغلو     | السيد أكار               |         |                      | مساعد   |         |                         |
| نازلي يانيلماز          | غونيلي خاتون             |         |                      | مساعد   |         |                         |
| إفرين إرلر              | كوجاباش ألب              |         | مساعد                |         |         |                         |
| أتيلا كيليتش            | بوغاج ألب                |         | مساعد                |         |         |                         |
| ايفريم سولماز           | ايتولون خاتون            |         | مساعد                |         |         |                         |
| زينب كيزيلتان           | غونجاغول خاتون           |         | مساعد                |         |         |                         |
| محمد بولات              | السيد غومش تكين          | مساعد   |                      |         |         |                         |
| لبيب غوكهان             | سيمون                    |         |                      | مساعد   |         |                         |
| أرتوغرول بوستوغلو       | السيد بهادير             |         |                      |         | مساعد   |                         |
| إنجين أوزتورك           | السيد غون ألب            |         |                      |         | مساعد   |                         |
| أوغون كابتان أوغلو      | تيتان                    |         |                      |         | مساعد   |                         |
| سيرا توكديمير           | ماريا                    |         |                      |         | مساعد   |                         |
| علي بوهارا ميتي         | مرغان                    |         |                      |         | ضيف شرف | مساعد                   |
| أويكو تشيليك            | سيرما خاتون              |         |                      |         |         | مساعد                   |
| علي سافاشجي             | بهاء الدين               |         |                      |         |         | مساعد                   |
| خالد أوزغور ساري        | سليمان ألب               |         |                      |         |         | مساعد                   |
| أوغور كارابولوت         | أورانوس                  |         |                      |         |         | مساعد                   |
| إنجين بينلي             | القائد ألينجاك           |         |                      |         |         | مساعد                   |
| إمري إيرجيل             | أريك بوكا                |         |                      |         |         | مساعد                   |

ملاحظات
1. ↑  في المواسم 3-4
2. ↑  في الموسم 5
3. ↑  في المواسم 1-2
4. ↑  في الموسم 3-4

## الشخصيات الرئيسية

### السيد أرطغرل

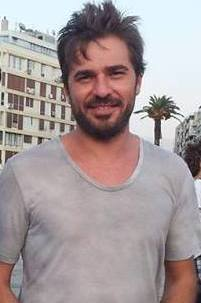
إنجين ألتان دوزياتان

السيد أرطغرل (الموسم 1-5)، مستوحى من شخصية أرطغرل التاريخية ويصوره إنجين ألتان دوزياتان ، هو بطل الرواية الرئيسي للمسلسل. وهو الابن الثالث لسليمان شاه والابن الثاني لهايماه خاتون. وهو الأخ غير الشقيق لـ السيد غوندوغدو، وأخ السيد سنغورتكين والسيد دوندار والأخ بالتبني لـ سالجان وغوكجه وتورغوت وبامسي ودوغان. وهو أرمل حليمة خاتون، زوج إلبيلجي خاتون، ووالد السيد غوندوز، والسيد سافجي، و السيد عثمان. بعد وفاة والده، حارب المغول الغزاة قبل أن ينشق عن إخوته ويقود جزءًا من القبيلة إلى الحدود الغربية لسلطنة الروم ويثبت نفسه كسيد لقبيلة كايي الخاصة به. أصبح فيما بعد أحد كبار مساعدين السلطان علاء الدين كيكوبات والسلطان غياث الدين. غزا السوق الخان وحصل على لقب أوج بايليك (إمارة سيد) للإمارة الواقعة في أقصى غرب السلطنة. باعتباره أوج بايليك، غزا قلعة قره جه حصار. ونتيجة لذلك، يثق به السلطان علاء الدين كيكيبات بدرجة كافية ويمنحه أراضي دومانيك وسوغوت. إنه أحد السادة الكبار الوحيدين الذين لم يفسدهم المغول، مما جعله هدفًا للمغول. يعود كرجل عجوز في الجزء الثاني، المؤسس عثمان ، يصوره تامر إيجيت . مات أثناء اجتماع بسادة الأوغوز.

### تورغوت ألب

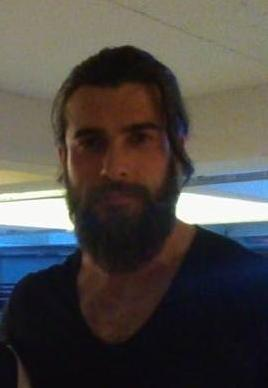
جنكيز جوكشون.

تورغوت ألب (الموسم 1–5)، يصوره جنكيز جوكشون ، هو ابن كونور ألب، الأخ بالتبني للسيد أرطغرل والأخ لبامسي بيريك ودوغان ألب. إنه أحد المحاربين الثلاثة الرئيسيين لأرطغرل، إلى جانب إخوته بالدم. تورغوت هو أفضل صديق لأرطغرل والابن بالتبني لسليمان شاه وهايماه خاتون. وهو أيضًا أرمل أيكيز خاتون وأصليهان خاتون. في الموسم الأول، تم القبض على تورغوت من قبل فرسان الهيكل وتم تعذيبه وغسل دماغه ليصبح فارسًا يُدعى "يهوذا". بعد أن يعود تورغوت إلى رشده، يتزوج من حبيبة طفولته أيكيز. في نهاية الموسم الثاني، بعد أن فقد زوجته ووالد زوجته، تم تعيينه رئيس المحاربين من قبيلة قايي. أصبح جاسوسًا لأرطغرل في السوق الخان قبل أن يصبح حاكم قبيلة تشافدار من خلال زواجه من أصليهان خاتون. في الموسم الخامس، يعمل مع مرغان لصالح أرطغرل كجاسوس، ويقاتل بفأس بدلاً من السيف التقليدي. تم ذكره اسمه في التكملة المسلسل المؤسس عثمان لكنه لم يظهر فيها.
اسماء مستعارة:
- يهوذا (عندما غسل دماغه )
- السيد تورغوت

### حليمة خاتون
حليمة خاتون (الموسم 1–4)، مستوحى من الشخصية التاريخية حليمة خاتون والتي قامت بدورها إسراء بيلجيتش ، هي زوجة أرطغرل وأم غوندوز ألب، والسيد سافجي، والسيد عثمان. زوجة ابن هايماه خاتون، التي تعاملها كأمها. هي ابنة نعمان، الأخت الكبرى ليغيت ألب وابنة أخت السلطان علاء الدين كيكوبات. أصبحت سيدة قبيلة كايي بعد أن أصبح أرطغرل سيد الكايي. لقد حاربت العديد من الأعداء إلى جانب زوجها وهي مخلصة لزوجها وقضيته. كانت شجاعة وكثيرًا ما حاربت مع عائلتها من أجل حماية قبيلتها. في الموسم الأول، كانت مكروهة من قبل سالجان وغوكجه لكنها أصبحت فيما بعد صديقة عظيمة لهما، وكانا يعاملان بعضهما البعض مثل الأخوات. أجبرها والدها على الزواج من الأمير العزيز، على الرغم من حبها لأرطغرل. في الموسم الثالث، توترت علاقتها مع أصليهان، الذي أحبت أرطغرل وأرادت الزواج منه، لكنها أصبحت فيما بعد صديقة أصليهان جيدة. ماتت بعد ولادة عثمان. تم ذكرها بشكل متكرر في التكملة، المؤسس عثمان ، بواسطة الابن الثالث للسيد عثمان .
أسماء مستعارة:
- السلطانة حليمة
- "غزال " (بالتركية: Ceylan)‏

### بامسي بيريك
بامسي بيريك (الموسم 1–2 داعم، الموسم 3–5 بطولة) - يحمل الاسم نفسه لبامسي بيريك ، شخصية في كتاب دده كوركوت ، والتي أشار بامسي إلى قصتها في الموسم الثالث، وصورها نور الدين سونميز ، الأخ بالتبني لأرطغرل والأخ لتورغوت ألب ودوغان ألب. إنه أحد المحاربين الثلاثة الرئيسية في أرطغرل، إلى جانب إخوته بالدم. بامسي هو أيضًا الابن بالتبني لسليمان شاه وهايماه خاتون، زوج حفصة خاتون ووالد أصليهان وأيبارس . بامسي مخلص وطيب القلب، وبطيء التفكير إلى حد ما، وعرضة للانفجارات العاطفية. كما أنه يقاتل بسيفين، وهو مخلص لأرطغرل، ويستمتع بالقتال ضد العدو. إنه راوي قصص متحمس، وغالبًا ما يشير إلى قصص من كتاب دده كوركوت . أصبح الزعيم الرئيسي لقبيلة قايي بعد زواج تورغوت من أصليهان خاتون. يعود في التكملة، المؤسس عثمان. لم يظهر نور الدين سونميز في جزء من الموسم الثاني.

### هايماه خاتون
هايماه خاتون أو هيماه خاتون (الموسم 1–5)، استنادًا إلى هيماه خاتون التاريخية والتي صورتها هوليا دارجان ، هي والدة أرطغرل ودوندار وسنغورتكين، وزوجة أب غوندوغدو. وهي أرملة سليمان شاه ، والدة سالجان وغوكجة أو جوكتشا وتورغوت ودوغان وبامسي بالتبني. الأخت الصغرى للسيد كوركوت . عاملتها حليمة كأم، وقد ورد ذكرها على أنها أنجبت ولدين آخرين، أو أبناء زوجها، قتلوا على يد المغول. هي خانم من قبيلة كايي، وتتمتع بشخصية قوية، وهي مصدر دائم للإرشاد والحكمة والتشجيع لعائلتها. يُذكر أنها توفيت في الفترة ما بين قيامة أرطغرل والمؤسس عثمان .
اسماء مستعارة:
- الأم هايماه (بالتركية: Hayme Ana)‏

### السيد غوندوغدو
السيد غوندوغدو أو غوندوغدو ألب (بالتركية: Gündoğdu Bey)‏ (بطولة الموسم 1–2، داعم الموسم 5)، استنادًا إلى غوندوغدو ألب التاريخي ويصوره كعان طاشانر ، هو الابن الأكبر لسليمان شاه (بالتركية: Süleyman Şah)‏ وابن زوجة هايماه خاتون. غوندوغدو هو أيضًا الأخ الأكبر غير الشقيق لأرطغرل ودوندار وسنغورتكين، والأخ الأكبر لغوكجه أو جوكتشا بالتبني. وهو والد سليمان ألب والتكين وزوج سالجان. السيد غوندوغدو هي شخصية وقحة إلى حد ما ولكنها حسنة النية وعادةً لا تدرك خطط الخونة. إنه يختلف في الغالب مع أرطغرل، واختار البقاء في الجانب الأكثر أمانًا، بدلاً من الجانب الذي سيقاتل عندما تنقسم القبيلة، ويريد فقط الأفضل لقبيلته. لقد شعر بالغيرة من أرطغرل في الموسمين الأولين، حتى أنه خطرت له فكرة الزواج من غونجاغول، ابنة غوموش تكين. كما أصبح سيدا لقبيلة قايي الخاصة به عندما انقسمت القبيلة. لاحقًا، عندما عاد في الموسم الخامس بعد أن دمر بيبولات معسكرهم، عمل جنبًا إلى جنب مع أخيه وفكر بشكل أكثر عقلانية. تم ذكره لاحقًا في المسلسل المؤسس عثمان ، يقال أنه استشهد على يد المغول.

### سالجان خاتون
سالجان خاتون أو السيدة سالجان (بطولة الموسم 1-2، داعمة الموسم 5) - تحمل الاسم نفسه سالجان خاتون ، وهي شخصية من كتاب دده كوركوت وصورتها الممثلة ديدام بالتشين - هي ابنة السيد ألب تكين والابنة بالتبني لسليمان شاه وهايماه خاتون. وهي زوجة غوندوغدو، الأخت الكبرى لغوكجه أو جوكتشا، التي تحبها كثيرًا، وأم سليمان ألب والسيد إلتكين. هي الأخت بالتبني لأرطغرل وسنغورتكين ودوندار. كانت في البداية شريرة، تدعم أي شخص ضد سليمان شاه، لأنه قتل والدها ألب تكين بتهمة الخيانة، لكنها تابت فيما بعد بمساعدة ابن العربي. لديها موهبة استشعار النوايا الشريرة، وتطورت شخصيتها بشكل أكبر عندما وقفت ضد آيتولون خاتون الشريرة. اعتقد زوجها أنها لا تزال شريرة، ولكن عندما رأت الحقيقة، وجدت طريقة لإظهار الحقيقة له أيضًا وهزيمة حبيبة زوجها المخادعة، غونجاغول. عندما تعود في الموسم الخامس، تشعر بالحزن الشديد لاستشهاد ابنها سليمان ألب، وتتوتر علاقتها بحفصة خاتون. تعود في التكملة، المسلسل المؤسس عثمان ، حيث أصبحت شخصية أم للسيد غوندوز والسيد عثمان.

### الأمير سعد الدين كوبيك
الأمير سعد الدين كوبيك (الموسم 2–3 داعم، الموسم 4 بطولة)، مستوحى من سعد الدين كوبك التاريخي ويمثله مراد غريب أغا أغلو ، هو خائن يتحالف مع أي شخص ضد أرطغرل ودولة السلجوقية.سعد الدين كوبيك هو أحد مسؤولي البلاط السلجوقي المهم وأحد وزراء السلطان علاء الدين كيكوبات. وهو نائب سلطان الدولة السلجوقية بحكم الأمر الواقع . لقد كان الأب بالتبني لـ غون ألب ، قبل أن يقنع أرطغرل غون ألب بأخطاء سعد الدين كوبيك. نظرًا لكونه خصمًا لأرطغرل باستمرار، فإن دافعه الوحيد هو الاستيلاء على السلطة الكاملة والسيطرة على السلطنة لنفسه وأن يصبح السلطان. حتى أن سعد الدين كوبيك يسمم ويقتل السلطان علاء الدين. كان يحب أصليهان خاتون وكان غاضبًا عندما تزوجت السيد تورغوت. انتهى به الأمر بقتلها ولكن تم قطع رأسها لاحقًا على يد أرطغرل بمساعدة الأمير حسام الدين كاراجا وتوجان سردار.
اسماء مستعارة:
- أبو نقاش
- امير سعد الدين
- السلطان سعد الدين (نصب نفسه)

### ايلبيلغي خاتون
ايلبيلغي خاتون (الموسم 5) - يحمل الاسم نفسه للبلجا خاتون التاريخية    ويصورها هاندا سورال - هي ابنة السيد أومور وأخت السيد بيبولات وسيرما خاتون. وهي الزوجة الثانية للسيد أرطغرل وزوجة أب أبنائه. إنها أمراة شجاعة، ماهرة في فن المبارزة، مخلصة لوالدها والدولة، وتسعى دائمًا إلى العدالة. وقد أدت عواطفها الشديدة في بعض الأحيان إلى التصرف بطريقة غير عقلانية. إنها تحب أرطغرل بشدة، لكنها تحاول إخفاء مشاعرها. ستنحاز ايلبيلغي إلى جانب أرطغرل بينما يتحالف شقيقها وأختها مع المغول. أصبحت سيدة قبيلة أومور، وتزوجت لاحقًا من أرطغرل. مع تولي ايلبيلغي دور حليمة خاتون في المسلسل، قال منسق قناة تي أر تي 1 كورتولوش زيمان، إن أرطغرل "وقع في حب أخت ألد أعدائه"، مضيفًا أن حبها لأرطغرل كان "كما لو كان الموسم الأول". .   لم يتم ذكرها ولم تظهر في المؤسس عثمان .

### دوغان ألب
دوغان ألب (الموسم 1–3)، يصوره جافيد جيتين غونر [الأوردية] ، هو الأخ بالتبني لأرطغرل والأخ لتورغوت ألب وبامسي بيريك. إنه أحد المحاربين الثلاثة الرئيسيين لأرطغرل مع إخوته بالدم. دوغان هو أيضًا الابن المتبنى لسليمان شاه وهايماه خاتون، زوج بانو شيشك خاتون،وهو أصغر في مكانته من نظرائه، لكنه يتمتع بذكاء حاد. وكان له دور كبير في فتح كاراجاحصار، رغم أنه استشهد قبل الفتح. واستشهد فيما بعد على يد أورال وفاسيليوس. وقد ورد ذكره مرة أخرى في المسلسل المؤسس عثمان .

### سليمان شاه

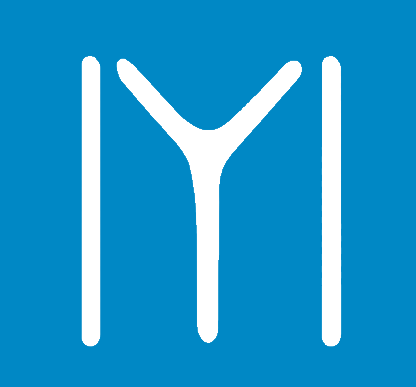
علم قبيلة كايي

سليمان شاه (الموسم 1)، استنادًا إلى سليمان شاه التاريخي ويصوره سردار غوكهان ،  (بطولة الموسم 1، مواسم الضيف 2 و 5)، هو والد أرطغرل، وغوندوغدو، وسنغورتكين، ودوندار. وهو الأب بالتبني لسالجان خاتون، وغوكجه أو جوكتشا خاتون، والسيد تورغوت، ودوغان ألب، وبامسي بيريك. زوج هايماه خاتون؛ وسيد قبيلة قايي الذي خدم لفترة طويلة. ويقال إن لديه ولدين آخرين قتلهما المغول. ظهر فقط في أحلام السيد عثمان وهايماه خاتون وأرطغرل بعد الموسم الأول حيث توفي في الحلقة الأخيرة. يظهر أيضًا في تسلسل الأحلام في المؤسس عثمان ، حيث يتم ذكره كثيرًا.

### القائد تيتوس
القائد تيتوس (الموسم الأول)، يصوره سيردار دينيز, هو قائد فرسان الهيكل . يسعى للانتقام من أرطغرل لقتله شقيقه بيسول عندما أنقذ حليمة وعائلتها. في البداية، كان مخلصًا للسيد الأعظم، لكنه خانه لاحقًا ليصبح سيد قلعة فرسان المعبد. لقد هرب من حصار القلعة ولكن تم القبض عليه لاحقًا وقطع رأسه على يد السيد غوندوغدو. تم ذكره في الموسم الثالث كدافع لانتقام سيمون من أرطغرل.
الأسماء المستعارة:
- أبو هشام (متنكر)

### السيد كورد أوغلو
السيد كورد أوغلو أو السيد كوردوغلو (الموسم الأول)، يصوره هاكان فانلي ، هو الأخ بالدم لسليمان شاه وزعيم العديد من عائلات البدو الرحل في قبيلة كايي. لقد اتخذ منعطفًا مظلمًا بعد استشهاد زوجته وأطفاله على يد المغول، وهو يحمل كراهية شديدة لأخيه بالدم بسبب الحروب التي خاضها الأخير. يتآمر سرًا مع فرسان المعبد ليجعل من نفسه سيد قبيلة كايي. نجح في البداية بالقوة لكنه فشل في قتل أرطغرل وسليمان شاه، وبالتالي أطاح به أرطغرل وقطع رأسه.

### بايجو نويان
بايجو نويان (بطولة الموسم الثاني، داعم الموسم الرابع)، مستوحى من بايجو نويان التاريخي ويصوره باريش باجي ،  هو قائد مغولي تم تعيينه من قبل أوقطاي خان لتوسيع القوة المغولية في الأناضول . وهو أيضًا الأخ الأكبر للأنغويا. لقد واجه قبيلتي كايي و دودورجا وقتًا عصيبًا في الموسم الثاني، حيث قتل توتكين وغوكجه أو جوكتشا، وعندما هزمه أرطغرل، يُعتقد أنه مات. ومع ذلك، فقد عاد في الموسم الرابع سعيًا للانتقام من أرطغرل، ورغبته أيضًا في عقد معاهدة سلام بين المغول والسلاجقة. تتقدم معاهدة السلام بشكل جيد ولكنها فشلت عندما يموت أوقطاي خان في نفس اليوم الذي يأتي فيه أرطغرل لمقابلته، وبالتالي يغامر بايجو نويان، الذي يعتقد أن أرطغرل جلب لعنة، في الموسم الأخير، يذكر أنه تعرض للخيانة من قبل المتحول مرغان وقتل على يد هولاكو هان . تم ذكره في المسلسل المؤسس عثمان بصفته والد الشامان الأسود توغاي .
أسماء مستعارة:
- التاجر عبد الله

### السيد توتكين
السيد توتكين (الموسم الثاني) - مقتبس بشكل فضفاض عن ظاهر الدين طغتكين التاريخي، القائد التركي، وصوره أوغور غونيش - هو ابن السيد كوركوت ودورو خاتون، ابن زوجة أيتولون خاتون، زوج غوكجه خاتون، و ابن عم أرطغرل. كان رئيس المحاربيين، وبعد وفاة والده، أصبح سيد لقبيلة الدودورجا . إنه سريع الغضب ولا يستطيع في كثير من الأحيان التحكم بغضبه. في البداية كان ضد أرطغرل، وعارض أفعاله وتحالف مع غوندوغدو، ولكن بعد أن أنقذه أرطغرل وكشف أن أيتولون قتلت والديه، انضم إليه لصالح الهجرة. ولكنه استشهد على يد بايجو نويان مع زوجته.

### السيد أورال
السيد أورال (الموسم 3)، يصور كورشات ألنياتشيك [التركية] ، هو الابن الماكر لجاندار والأخ الأكبر للسيد علي يار وأصلهان خاتون. أورال زوج تشولبان خاتون، طموح للغاية، يسعى إلى المزيد والمزيد من السلطة، وسرعان ما يجد نفسه يطرق أبواب تيكفور فاسيليوس. لتحقيق أهدافه، كان يهدف باستمرار إلى قتل علي يار وأرطغرل، ولكن في النهاية تم قطع رأسه على يد أرطغرل في محاولته ليصبح سيد قبيلة تشافدار.

### تيكفور فاسيليوس
فاسيليوس (الموسم 3)، يصور كاغداش أونور أوزتورك [التركية] ،  كان في الأصل قائدًا عسكريًا بيزنطيًا ولكن تمت ترقيته لاحقًا إلى تيكفور قلعة كاراجاحصار . إنه مهووس بفكرة طرد جميع الأتراك من أراضيه، ويتآمر بلا توقف ضد أرطغرل. إنه يحب هيلينا. وفي النهاية قُتل على يد أرطغرل عندما حاول نصب كمين للسلطان علاء الدين. وقد ذكر مرة أخرى في قصة المؤسس عثمان .

### السيد علي يار
السيد علي يار (الموسم الثالث)، يجسده جيم أوشان ‏، هو الابن الثاني للسيد جاندار، والشقيق الأصغر للسيد أورال، والشقيق الأكبر لأصليهان خاتون. أصبح علي يار فيما بعد سيد قبيلة تشافدار. وهو شاب تقيّ، عالم، وعاقل، على عكس أخيه أورال. وهو أيضًا رامٍ هائل، فضلاً عن كونه محققًا ماهرًا. يشكل علاقة أخوة قوية لا تتزعزع مع أرطغرل. في المعارك، يستخدم سيفه ذي الرأسين وخنجره المميزين، والذي يبدو أنه مستوحى من ذو الفقار ، السيف الأسطوري للخليفة علي بن أبي طالب . استشهد لاحقًا على يد فاسيليوس في كمين.

### تكفور آريس
تكفور آريس (اختصارا آريس) (ضيف شرف الموسم 3، بطولة الموسم 4)، الذي جسد شخصيته جمال هونال ، هو حاكم بعد فاسيليوس في منصب تيكفور كاراجاحصار. وهو قائد بيزنطي ماهر وأفضل صديق لتيتان. كان في البداية عدوًا لأرطغرل، ونصب له العديد من الفخاخ بمساعدة سعد الدين كوبيك (بالتركية: Sadettin Köpek)‏ وتيتان، لكنه تحالف فيما بعد مع أرطغرل بعد قبوله الإسلام عندما التقى بابن العربي في المنام. أثناء تجسسه لصالح أرطغرل في تكفور كريتوس بقلعة بيلجيك، تم القبض عليه في النهاية باعتباره جاسوسًا واستشهد في النهاية على يد بايجو نويان.
أسماء مستعارة:
- أحمد ألب (بعد اعتناقه الإسلام)
- القائد آريس

### السلطان غياث الدين كيخسرو
السلطان غياث الدين كيخسرو (الموسم الرابع)، مستوحى من شخصية كيخسرو الثاني التاريخية ويصوره بوراك دكاك ، هو ابن السلطان علاء الدين وماهبري خاتون، الأخ غير الشقيق الأكبر لكيليش أرسلان (بالتركية: Kiliçarslan)‏، وابن ربيب مليكة خاتون. إنه هادئ ومتزن، ولا يتدخل في مخططات والدته، على الرغم من أنه يتغلب على نية والده في أن يخلفه كيليش ارسلان من خلال أن يصبح هو نفسه سلطانًا. شعر بالحزن الشديد عندما مات والده، لكنه قرر عدم فضح تورط والدته. وفي وقت لاحق، تحالف مع أرطغرل ضد محاولة سعد الدين كوبيك للاستيلاء على العرش. من المرجح أنه مات بعد الموسم الرابع، حيث تولى السلطان عز الدين كايكاووس منصب السلطان، كتابع للمغول، في الموسم الخامس. وقد ذكر مرة أخرى في المسلسل المؤسس عثمان .

### القائد دراغوس
القائد دراغوس (الموسم الخامس)، الذي جسد شخصيته ايلكر اكسوم ، هو أحد القادة البيزنطيين الأكثر احترامًا. ولكنه أنشأ جماعة سرية خاصة به، وخائنًا لأرطغرل، وينوي الاستيلاء على سوغوت. يتنكر في هيئة جرس كنيسة سوغوت ويعطي مهمة "أن يكون" دراغوس إلى يده اليمنى أورانوس ( أوغور كارابولوت )، وهو قائد بيزنطي منبوذ. تم قطع رأس أورانوس لاحقًا على يد أرطغرل في سوغوت. يتآمر دراغوس عدة مرات ضد السيد أرطغرل لكن أرطغرل يحبطه. تم القبض عليه وأخيرًا تم قطع رأسه من قبل أرطغرل في سوغوت.

### السيد بيبولات

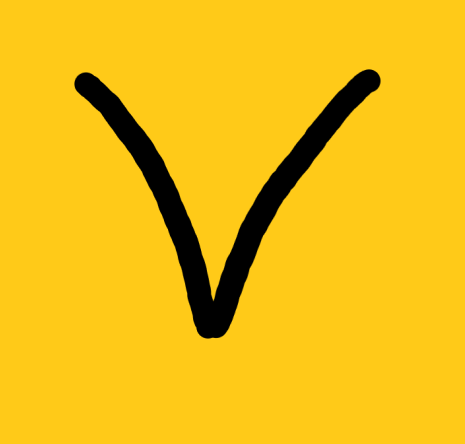
علم قبيلة أومور أوغلو.

السيد بيبولات (الموسم 5)، يجسده علي إرسان دورو ، هو ابن ابن أومور وسيد قبيلة أومور أوغلو بعد وفاة والده. وهو الأخ الأكبر لإلبيلجي خاتون وسيرما خاتون. دون علم أرطغرل، فهو قاتل سلجوقي يعمل مع المغول للقضاء على قبائل أوغوز المتمردة، تحت اسم مزيف، ألباستي . يتعهد بيبولات بقتل أرطغرل وإخوته، والقضاء على قبيلة الكايي من أجل أن يصبح أوج بايليك «أمير الحدود». إنه عدواني، متعطش للدماء، واثق بشكل مبالغ فيه من قدرته على الإيقاع بأرطغرل، وعندما يفشل، يتم الكشف عن حقيقته المخفية. حيث يهرب من براثن أرطغرل بعد أن قفز من جرف مرتفع إلى النهر. عندما ينجو من القفزة، يتعاون مع أريكبوكا لتدمير أرطغرل والكايي مرة واحدة وإلى الأبد. يتم قتله أخيرًا على يد أرطغرل عندما كان أرطغرل تحت رحمته، وبالتالي يترك سيرما متعطشًا للانتقام.
اسماء مستعارة:
- ألباستي

## الشخصيات الداعمة

### ديلي ديمير
ديلي ديمير من بطولة محمد تشيفيك [التركية] هو والد أيكيز خاتون والأب المتبني لتورالي ألب. يعامله تورغوت كأبيه.ديلي ديمير هو الحداد المحبوب من قبيلة كايي، ويتمتع بشخصية قوية وجريئة. حليف مخلص لسليمان شاه وأرطغرل، أصيب بخيبة أمل عندما قُتل أيكيز. ويعتقد أنه كان له ولدان، قتلهما المغول أيضًا. استشهد على يد تانغوت في الموسم الثاني. ظهر شخصية مماثلة، الحداد داود ، في مسلسل، المؤسس عثمان .

### حفصة خاتون
حفصة خاتون (بورشين عبدالله [التركية]) ، هي ابنة تيكفور أندروس. تزوجت من بامسي بيريك، وأنجبت منه ابنًا اسمه آيبارس وابنة اسمها أصليهان . تتعرض لضغوط للزواج من الحاكم فاسيليوس عندما تكون في حب بامسي، قبل أن يثبت لها أن فاسيليوس هو قاتل والدها. نشأت مسيحية (وسميت "هيلينا")، ثم اعتنقت الإسلام وغيرت اسمها إلى حفصة. إنها صديقة رائعة مع السيدات الآخرين من قبيلة كايي، مثل حليمة وأصليهان وبنو شيشك وإلبيلغي. أثناء حملها، أصبحت مريضة للغاية وسافرت إلى قونية لتلقي العلاج وأنجبت ابنتها خارج الشاشة. تتولى دوراً قيادياً في قبيلة الكايي بعد وفاة السلطانة حليمة. في الموسم الخامس، كانت علاقتها مع سالجان متوترة لكنها ظلت صبورة. بين قيامة أرطغرل والمؤسس عثمان ، تموت هي وابنتها في الطاعون.

### أصليهان خاتون
أصليهان خاتون (جولسيم علي) هي ابنة السيد جاندار، الأخت الصغرى لأورال وعلي يار، والزوجة الثانية للسيد تورغوت. عملت كسيدة لقبيلة تشافدار في عهد والدها وشقيقها. إنها خاتون شجاعة، التي كانت علاقتها مع حليمة متوترة في البداية، بسبب حبها لأرطغرل. لقد تم تضليلها من قبل أورال لتقف إلى جانبه، لكنها تدعم لاحقًا علي يار وأرطغرل بعد أن أظهرت الحقيقة بشأن أورال. بعد وفاة علي يار، أصبحت زعيمة قبيلتها، وتواجه العديد من الصعوبات، بما في ذلك وصول بهادير. تستشهد لاحقًا على يد سعدالدين كوبيك، الذي كان يحبها، عندما حاولت قتله.

### ابن العربي
ابن العربي أو ابن عربي ( عثمان سويكوت ) هو عالم صوفي عربي أندلسي مشهور يعتمد على محيي الدين بن عربي التاريخي، وهو معلم أرطغرل. الزعيم الروحي للعالم الإسلامي ، يقدم الدعم لأرطغرل وأصحابه، ويعطي أرطغرل العديد من الآثار المقدسة ويكسب غضب الأعداء، وخاصة فرسان الهيكل وسعد الدين كوبيك. لم يظهر ابن العربي في الموسم الخامس، على الرغم من أنه يمكن سماع صوته في المشهد الأخير من المسلسل عندما يتجه أرطغرل ومحاربيه إلى الحرب. وقد ذكر أيضًا في قصة المؤسس عثمان .
الأسماء المستعارة:
- عربي

### السيد أرتوك
السيد أرتوك (آيبرك بيكجان)، وهو سيد محترم من القبيلة، هو طبيب ذو خبرة مستوحى بشكل فضفاض من أرتق بن أكسب التاريخي. انضم إلى أرطغرل وقبيلة الكايي في رحلته إلى الحدود الغربية لسلطنة الروم وأصبح اليد اليمنى لأرطغرل في إدارة سوق الخان وقلعة كاراجايسار. يتزوج ماريا بناءً على طلب أرطغرل، قبل أن يتم الكشف عن ماريا كخائنة من قبل السيد أرتوك نفسه. كان السيد أرتوك مخلصًا جدًا لأرطغرل وقضيته، وكان يعلم ابنه سافجي كيفية استخدام الأدوية. غالبًا ما يُنظر إليه على أنه الرجل الثاني في القبيلة، والأقرب إليه والذي يعرف كل أسراره. لقد أصيب بالعمى الدائم على يد باتور ألب، عندما كان بيبولات والأمير بهاء الدين يبحثان عن الصندوق، لكنه لا يزال يعرف ما كان يحدث حوله. عندما أصيب بالعمى، كان يتلقى المساعدة من إلتشين خاتون. يتم وصفه في الغالب بأنه "الشخصية الداعمة الرئيسية" في المسلسل. لم يتم ذكره أو ظهوره في مسلسل المؤسس عثمان ، وبالتالي من المفترض أنه مات خارج الشاشة.

### السيد دوندار
السيد دوندار ( أردا أنارات [الإنجليزية]، المواسم 1إلي2؛ باتوهان قراجاقايا ، المواسم 3إلي4)، استنادًا إلى قصة دوندار بن سليمان شاه التاريخية، هو الابن الأصغر لسليمان شاه وهايماه، الأخ الأصغر غير الشقيق لغوندوغدو، والأخ الأصغر لـ أرطغرل وسونغورتكين، وكذلك شقيق سالجان بالتبني. إنه محب ومخلص لأرطغرل، وهو الوحيد من بين إخوته الذي دعمه عندما انقسمت القبيلة، على الرغم من أنه ساذج ويسهل التلاعب به من قبل الآخرين. يتسبب بشكل غير مباشر في وفاة دوغان من خلال الكشف عن معلومات مهمة عن طريق الخطأ لحلفاء أورال. تم نفيه إلى قبيلة غوندوغدو من قبل أرطغرل لمحاولته بيع سوق الخان ومغادرة الحدود السلجوقية البيزنطية. يعود كرجل أكبر سنًا، يصوره راجيب سافاش ، في المؤسس عثمان.

### عبد الرحمن ألب
عبد الرحمن ألب (جلال آل) هو الحارس الشخصي لسليمان شاه وهايماه، ثم أصبح لاحقًا المحارب المخلص لأرطغرل. اتهمه قبيلة الدودورغا زوراً بالخيانة وكاد أن يعدم، لكن أرطغرل أنقذه وأصبح جاسوساً له في جيش نويان تحت ستار كونه خائناً. ثم هاجر بعد ذلك مع أرطغرل إلى الحدود الغربية وأصبح أحد المحاربين الكبرى لديه. يصبح لفترة وجيزة رئيس ألمحاربين، ليحل محل بامسي بيريك، في الموسم الخامس. ويعود في تكملة المسلسل، المؤسس عثمان . استناداً إلى عبد الرحمن غازي .

### بانو شيشيك

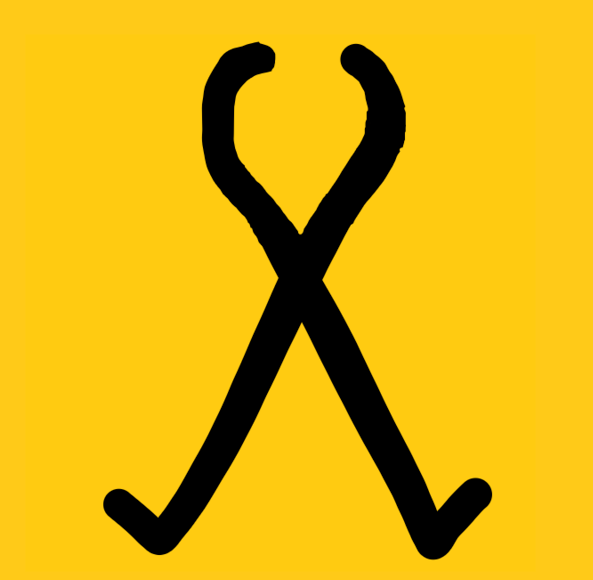
علم قبيلة الدودورجا.

بانو تشيجيك خاتون (إزجي إسما كوركلو) - تحمل الاسم نفسه لبانو شيشيك ، وهي شخصية في كتاب دده قورقوت ، والتي تمت الإشارة إلى قصتها بواسطة بامسي بيريك في الموسم الثالث - هي زوجة دوغان ألب، الابنة بالتبني للسيد كوركوت ودورو خاتون. والأخت بالتبني السيد توتكين. تقع في حب دوغان بعد أن أنقذها من السجن على يد غوموش تكين بعد أن تم توريطها بتهمة تسميم السيد كوركوت. لاحقًا، أصبحت المساعدة الشخصية والحارسة الشخصية للسلطانة حليمة . لقد دمرتها وفاة زوجها. لديها ابن اسمه دوغان، ولم يتم عرضهم أو ذكرهم بعد الموسم الثالث.

### السيد سونغورتكين
السيد سونغورتكين، أو سونغور تكين بك، (سيزجين إرديمير) هو الابن الثاني لسليمان شاه والابن الأكبر لهايماه خاتون. وهو الأخ غير الشقيق لغوندوغدو، والأخ الأكبر لأرطغرل ودوندار. اختفى لسنوات بعد أن أسره نويان؛ ظن الجميع أنه مات، لكنه في الواقع كان جاسوسًا للسلطان في جيش أوقطاي خان. يعود إلى القبيلة بعد أن اكتشف المغول أنه كان يتجسس عليهم. يقف سونغورتكين إلى جانب شقيقه الأكبر، غوندوغدو، ولا يهاجر مع أرطغرل، لكنه ينضم إليه لاحقًا لقتل الأمير سعد الدين كوبيك ومرة أخرى مع غوندوغدو للهروب من المغول وألباستي. ويعود لفترة وجيزة في المؤسس عثمان . مقتبس من سونغور تكين .

### جوكتشا خاتون
جوكتشا خاتون ( بورجو كيراتلي ) هي الابنة الصغرى لـ ألب تكين، والأخت الصغرى لـ سالجان، وزوجة السيد توتكين. هي الابنة بالتبني لسليمان شاه وهايماه خاتون، الأخت بالتبني لأرطغرل وغوندوغدو وسونغورتكين ودوندار. . كانت تحب أرطغرل طوال طفولتها، وبالتالي أصبحت تغار من حليمة عند وصول الأخيرة وزواجها من أرطغرل. كانت علاقتها بأختها متوترة قبل المصالحة، وأصبحت تحب زوجها. في النهاية يتم استشهادها على يد نويان مع توتكين.

### آخرون
هذه قائمة الشخصيات التي كانت شخصيات داعمة في موسم واحدة
 

#### الموسم الأول
- أيكيز هاتون (تجسدها هاندي سوباشي ) - ابنة ديلي ديمير وعشيقة الطفولة والزوجة الأولى لتورغوت ألب . كانت واحدة من أشجع نساء قبيلة كايي ، وكانت أول امرأة تدعم حليمة خاتون عند وصولها المثير للجدل إلى القبيلة. اعتنى جيدًا بتورغوت أثناء تعافيه من غسيل دماغه. ماهر في استخدام القوس. استشهدت بعد أن أحرقها المغول حتى الموت أثناء حملها في بداية الموسم الثاني. في الموسم الثالث، لا يزال تورغوت يتذكر حبيبته السابقة.

- السيد الأعظم ( ليفينت أوكتيم [التركية] ) – القائد الأعظم لقلعة الهيكل، أرسله البابا للاستيلاء على القدس . كان يهتم بأعماله الخاصة لكنه انخرط في قبيلة القايي بعد أن أنقذ أرطغرل حليمة خاتون وعائلتها. عمل الكاردينال توماس بلا كلل ضده دون علمه، وبالتالي مات بخنجر سام طعنته به ابنة أخته، إيزادورا، ثم قطع رأسه أخيرًا على يد تورغوت، الذي سممه بلا رحمة عندما وقع في الأسر.
- كلوديوس/عمر ألب ( رشاد ستريك ) - قائد فرسان الهيكل أرسله الكاردينال توماس لقتل ابن العربي. لكن بعد مواجهته لعربي وأرطغرل، أصبح مسلمًا. تم إرساله كجاسوس لأرطغرل في قلعة فرسان الهيكل ولعب دورًا رئيسيًا في غزو الكايي للقلعة. استشهد على يد تيتوس عندما اكتشف أنه جاسوس.
- الأمير العزيز (استنادًا إلى الشخصية التاريخية العزيز محمد ، التي جسدها محمد إنجي ) - أمير حلب الأيوبي . هو حفيد صلاح الدين الأيوبي. يتم التلاعب به من قبل فرسان الهيكل لقمع الكايي، قبل أن يكشف له أرطغرل الحقيقة. لقد تنبأ بموته الوشيك في نهاية الموسم الأول، ولم يظهر مرة أخرى.

#### الموسم الثاني
- أيتولون خاتون ( ايفريم سولماز ) – الزوجة الثانية للسيد كوركوت وزوجة أب السيد توتكين. خارج الشاشة، قامت بقتل دورو خاتون من أجل الزواج من كوركوت كجزء من خطتها لجعل شقيقها، غوموش تكين، أمير القبائل التركمانية. تتجادل أيتولون باستمرار مع سالجان وتنجح في جعل الجميع يعتقدون أنها لا تزال شريرة، بما في ذلك زوجها. ومع ذلك، فإن الحقيقة حول أيتولون يتم الكشف عنها في نهاية المطاف. لاحقًا، قُتلت على يد عبد الرحمن ألب عندما حاولت قتل حليمة.
- السيد غومش تكين (استنادًا إلى كمشتكين بن دانشمند التاريخي، الذي صوره محمد بولات [التركية] – الأخ الأكبر لأيتولون ووالد غونجاغول خاتون. وهو صديق مقرب لسعد الدين كوبيك، ويسعى إلى أن يصبح أوج بايليك ، أو أمير، للقبائل التركمانية في منطقة أرضروم . يسعى لتزويج ابنته من غوندوغدو لمواصلة خططه. في النهاية تم القبض عليه من قبل أرطغرل، وسونغورتكين، وتوتكين، بمساعدة سالجان وبانو شيشيك، بتهمة تسميم السيد كوركوت، وتم قطع رأسه من قبل أرطغرل.
- غونجاغول خاتون (زينب كيزيلتان) - ابنة غوموش تكين، ابنة أخت أيتولون. تقع في حب غوندوغدو وتكاد تتزوجه لتحقيق أهداف والدها، على الرغم من أن المؤامرة فشلت على يد هايماه وأرطغرل. علاقاتها مع سالجان متوترة. بعد أن تم الكشف عن حقيقتها، نجحت في النهاية في الهروب وتقع في حب نويان، مما أدى إلى تعاونها مع سعدالدين كوبيك ونويان، راغبين في الانتقام من أرطغرل. يتم قتلها على يد جوكتشا.
- السيد كوركوت ( حسين اوزاي [التركية] ) - الأخ الأكبر لهايماه، والد توتكين، والد بانو شيشك بالتبني وعمه أرطغرل. أرمل دورو خاتون وزوج أيتولون. سيد من قبيلة الدودورجا ، وهو معجب بابن أخيه أرطغرل، ويشعر بالحيرة بين أرطغرل وابنه توتكين. ويقال أنه كان له ولدان آخران، استشهدا على يد المغول. يتم التلاعب به من قبل زوجته، أيتولون، وفي النهاية يتم تسميمه حتى الموت من قبلها.

#### الموسم الثالث

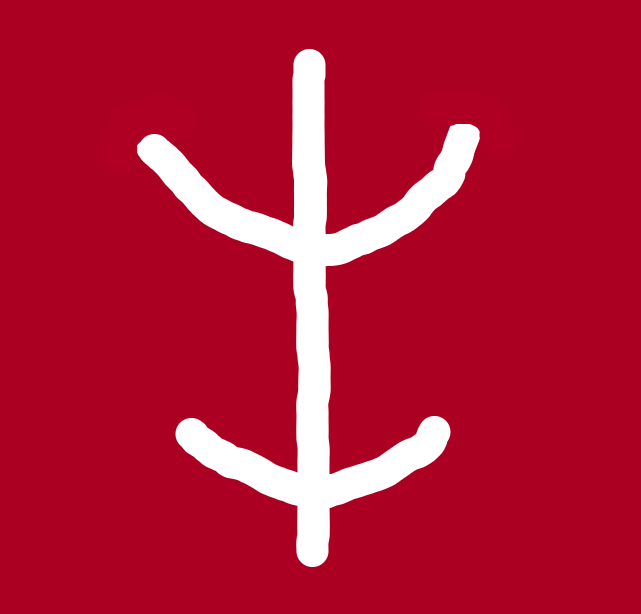
علم قبيلة تشافدار

- سيمون ( لبيب غوكهان ) - شقيق ماريا، خبير السموم والطبيب، والسيد المحلي للسوق الخان (بالتركية: Hanlı Pazar)‏، متنكراً في زي بيزنطي ولكنه في الواقع من فرسان الهيكل ويريد قتل أرطغرل بسبب ما فعله مانزيني وتيتوس. يعمل تحت اسم فرسان الهيكل "يوحنا المعمدان" . قتله أورال لتغطية آثاره.
- السيد جاندار (مقتبس بشكل فضفاض من شخصية يمان جاندار التاريخية، التي جسدها إيردن ألكان ) - سيد قبيلة تشافدار. جاندار هو والد السيد علي يار، والسيد أورال، وأصليهان خاتون، والأخ الأكبر للسيد بهادير. في البداية يدعم أرطغرل لمصلحته الخاصة، لكنه يتحول ضده بعد أن رفض أرطغرل الزواج من أصليهان . مات أثناء محاولته إنقاذ أورال من قطع رأسه في السوق الخان.
- تشولبان خاتون/ ايكاترينا (جولتشين صانترجي أوغلو ) - زوجة أورال الماكرة وابنة أحد التكفور البيزنطيين السابقين الذي قُتل على يد فاسيليوس قاتل والد هيلينا. تتصرف كما لو أنها اعتنقت الإسلام بعد زواجها من أورال، لكنها في الحقيقة لا تزال مسيحية. تسعى إلى قتل فاسيليوس للانتقام لوالدها. بعد أن أصبحت حاملاً، بعد وفاة أورال، تم قتلها في نيقية في ظروف غامضة. ولم يذكرها إلا سعد الدين كوبيك.

#### الموسم الرابع
- ماهبيري هاتون (بناءً على مابيري خاتون [التركية] التاريخية, صورت من قبل سينم أوزترك ) - زوجة السلطان علاء الدين وأم غياث الدين. وهي من أصل يونانية وهي ابنة التكفور. تسعى ماهبيري إلى جعل ابنها سلطانًا من أجل زيادة نفوذها في القصر السلجوقي، حتى أنها تتعاون مع سعدالدين كوبك، وتطلب قتل السلطان في هذه القضية. إنها تكن كراهية شديدة لزوجة السلطان الأخرى، مليكة خاتون، وابنها كليتش أرسلان. ثم تطلب المغفرة وتتوب. من المفترض أنها ماتت قبل الموسم الخامس.
- السيد بهادير ( أرتوغرول بوستوغلو ) - الأخ الأصغر للسيد جاندر، والد سنجار وزوج كاراجا خاتون. يتشابه في شخصيته مع ابن أخيه أورال. هو سيد من فرعه من قبيلة تشافدار، وهو من قدامى المحاربين في الحروب في الشرق، ويسعى إلى أن يصبح سيد لكلا قبيلتي تشافدار، مما يسبب مشاكل لأصليهان وتورغوت. بعد أن أطاح بأصليهان وسجنها، قام أرطغرل بقطع رأسه. لا ينبغي الخلط بينه وبين السيد بهادير من مسلسل المؤسس عثمان .
- تيتان ( أوغون كابتان أوغلو [التركية] ) – قائد بيزنطي وصديق مقرب لآريس. يختطف غوندوز ويتجسس على قبيلة كايي تحت اسم "داريوس". وفي وقت لاحق يقتل سامسا ألب، ويتحالف مع القائد أنجيلوس، ويتلقى رسائل من ماريا بعد زواجها من السيد أرتوك. تم قتله على يد تورغوت ألب. ظهرت شخصية مماثلة " فلاتيوس" في المؤسس عثمان .
- غون ألب ( أنجين أوزتورك ) - ابن السيد طاي وابن سعد الدين كوبيك بالتبني. هو قائد القلعة لدى السلاجقة، واحتل قلعة كاراجاحصار وكان معاديًا لأرطغرل في البداية، راغبًا في خدمة الدولة بنفس طريقة والده. ومع ذلك، تم الكشف لاحقًا عن أن عائلته قُتلت على يد سعدالدين كوبيك، مما دفعه إلى التحالف مع أرطغرل. تم منحه السيادة على كاراجاحصار بصفته أوج بايليك بموجب مرسوم السلاجقة وبموافقة أرطغرل. لم يتم عرضه أو ذكره بعد الموسم الرابع.
- السلطان علاء الدين كيكوبات (بناءً على شخصية كيقباد الأول التاريخية، التي جسدها براق حقي ) - سلطان سلطنة سلاجقة الروم السلجوقية. وهو والد غياث الدين (الذي أصبح سلطانًا لاحقًا) و عز الدين كليتش أرسلان، زوج ماهبري خاتون ومليكة خاتون، وشقيق نعمان و عز الدين، وكلاهما تنازع معه على العرش. كان يحظى باحترام كبير بين القبائل التركمانية ، مما جعل أرطغرل سيد أوج بايليك، ولكن تم التلاعب به من قبل الأمير سعد الدين وفي النهاية قُتل بعد أن تسمم بشكل غير مباشر. وقد ذكر مرة أخرى في قصة المؤسس عثمان .

#### الموسم الخامس
- القائد ألينجاك (بناءً على شخصية ألينجاك التاريخية، القائد المغولي للدولة الإلخانية وجنرال هولاكو خان ؛ جسد شخصيته إنجين بينلي ) - قائد مغولي معروف بقسوته ومساعدة ألباستي ضد قبيلة غوندوغدو. يحمل سوطًا، ويستخدمه لإصابة مرغان بجروح خطيرة، الذي يستخدم ذلك السوط للانتقام منه. يتعرض للإذلال باستمرار أمام هولاكو على يد أرطغرل، لأنه يقع دون قصد في جميع فخاخ أرطغرل تقريبًا. إنه يضحك عادةً وهو الأخ بالدم لـ أريكبوكا. في النهاية قتل ألينجاك على يد أرطغرل عندما حاول هو ودراغوس قتل بامسي وأيبارس.
- السيد عثمان (بناءً على الشخصية التاريخية عثمان الأول ، مؤسس الدولة العثمانية ؛ جسد شخصيته إمري اوجتبا) - الابن الثالث والأصغر لأرطغرل وهايماه. الأخ الأصغر لـ غندوز ألب وسارو باطو صاووجي بك . كان يحلم بجده سليمان شاه ويطمح إلى الحفاظ على شرف قبيلة الكايي. يحاول والده السيطرة عليه، لكن لديه رؤية واضحة ومن الصعب السيطرة عليه. ملامح في الأحلام النبوية المختلفة لأرطغرل،و هايماه، وحليمة قبل ولادته. يتم تدريسه على يد إمام سوغوت. كما ظهر أيضًا باعتباره البطل الرئيسي في تكملة المسلسل، المؤسس عثمان ، حيث جسد شخصيته الممثل بوراك أوزجيفيت .

- غوندوز ألب (المعروف أيضًا باسم السيد غوندوز) (استنادًا إلى غوندوز ألب التاريخي، ابن أرطغرل؛ يصوره يامان تومين (المواسم 3-4) وعارف ديرين (الموسم 5)) - الابن الأكبر لأرطغرل وحليمة، الأخ الأكبر لسافجي وعثمان. طفل شجاع يكبر، ويصيب تيكفور آريس بالعمى في إحدى عينيه عندما تم اختطافه. يطمح إلى أن يكون مثل والده ويحمي إخوته الأصغر سناً. غوندوز هو الصديق المقرب لجاغري، وهو صبي يعيش في سوغوت، وبالتالي يُقترح عليه ألا يكون من قبيلة كايي. يصبح وقحًا إلى حد ما عندما يكبر، ويرتكب أخطاء مختلفة. يقع في حب أميرة إيرين ، ابنة تيكفور يانيس من قلعة ليفكه ، التي تغادر لاحقًا عندما تسعى للعثور على قاتل والدها بعد مقتله على يد القائد دراغوس . لم يتم ذكرها أو عرضها في مسلسل المؤسس عثمان . يعود غوندوز في المؤسس عثمان ، الذي يصوره إيمره باسالاك .

- سيرما خاتون (استنادًا إلى سيرما خاتون [التركية] التاريخية ، قامت بدورها أويكو تشيليك ) - الابنة الصغرى للسيد أومور والأخت الصغرى لبيبولات وايلبيلغي. هي انتقامية، باردة، متسلطة، وحاسبة، ومخلصة لأخيها، تحمل كراهية لأختها الكبرى، حتى أنها قررت الزواج من السيد تاسكون من أجل مصلحتها الخاصة وانتقامًا من أختها بعد وفاة بيبولات. لقد تم تسميمها بشكل قاتل بواسطة ايلبيلغي.
- مرغان ( علي بوهارا ميتي ) - محارب مغولي يخدم بايكو نويان وألانجويا، ويتظاهر بأنه شقيق ألانجويا وصياد ماهر تحت اسم "إينيسي". ثم أصبح مسلمًا وخدم السيد أرطغرل. كان سببًا غير مباشر في موت نويان على يد هولاكو خان. ويصبح لاحقًا جاسوسًا لأرطغرل في المعسكر المغولي، إلى جانب تورغوت. استشهد مع دمرول ألب في كمين أريكبوكا.

## الشخصيات الثانوية

### مواسم متعددة
- سامسا ألب (استنادًا إلى رواية سامسا شاويش التاريخية ; يصورها ميليه أوزدوغان ) - محارب المخلص لتوتكين ولاحقًا أرطغرل. هو أنبل وأعدل محاربين توتكين. يهاجر لاحقًا إلى الغرب مع أرطغرل ويصبح صديقًا جيدًا لدومرول وغونكوت وبامسي، كما أنه مخلص لتورغوت باعتباره رئيس محاربيه. استشهد على يد تيتان أثناء محاولته حماية مقاليع الكايي في الموسم الرابع. لا ينبغي الخلط بينه وبين سامسا شاويش في مسلسل المؤسس عثمان ، على الرغم من أن كلاهما مستوحى من نفس الشخصية التاريخية.

- دومرول ألب (الذي يحمل الاسم نفسه لـ ديلي دومرول ، شخصية من كتاب دده قورقوت ، والتي تمت الإشارة إلى قصتها بواسطة بامسي بيريك في الموسم الثالث؛ صورها اديب زيدان) - محارب الكايي ولاحقًا محاربي أرطغرل. الحارس الشخصي لهايماه خاتون في الموسم الثاني. يهاجر إلى الحدود الغربية ويصبح صديقًا جيدًا لغونكوت وبامسي وسامسا. لاحقًا أصبح جاسوسًا لأرطغرل، تحت اسم "بولين"، في كاراجاحصار، برفقة استاذ هاتشاتوريان. استشهد في كمين مغولي في الموسم الخامس. لا ينبغي الخلط بينه وبين دمرول ألب في المؤسس عثمان.

- غونكوت ألب (هاكان سيريم) - محارب كايي ولاحقًا محارب أرطغرل. يرفض دعم حمزة في الانشقاق إلى نويان في الموسم الثاني. يهاجر إلى الحدود الغربية ويصبح صديقًا جيدًا لدومرول وبامسي. يحب المزاح، وخاصة مع بامسي. يظهر في جميع أنحاء المسلسل، ولكن لم يتم عرضه أو ذكره في المؤسس عثمان .
- ملكشاه ألب (مليكشاه أوزن) – إحدى محاربين أرطغرل. يهاجر مع أرطغرل إلى الحدود الغربية. يظهر في أغلب الأحيان مع دومرول، وغونكوت، وبامسي. يظهر في جميع أنحاء المسلسل، ولكن لم يتم عرضه أو ذكره في المؤسس عثمان .
- جوكتوغ (أردا أوزيري) – جندي سلجوقي ومساعد سعد الدين كوبك. يساعد كوبك في كل أفعاله الخاطئة بما في ذلك تسميم تورغوت وأصليهان. يعامل كوبيك كأب له. يتم قتله على يد أرطغرل عندما يحاول قتل آريس.
- درويش إسحاق (جوخان كاراتشيك) - الرفيق الأكثر ثقة وإخلاصًا للدرويش وابن العربي. ويبقى مع قبيلة الكايي بأمر ابن عربي من الموسم الثاني. ويصبح لاحقًا طبيبًا، إلى جانب أرتوك بك، ومعلمًا للأطفال. استشهد في كمين آريس.

## شخصيات ضيوف شرف
الشخصيات البارزة التي ظهرت كضيف شرف في المسلسل:
- بيسول ( بيراند تونجا [الإنجليزية]) - الأخ الأصغر لتيتوس؛ كان يأخذ نعمان الأسير وعائلته إلى قلعة فرسان الهيكل ولكن أوقفه أرطغرل وقتله، مما جعل تيتوس متعطشًا لدماء أرطغرل.
- السيد ألب تكين (ديلر أوزتورك) – والد غوكجة أو جوكتشا وسالجان، قُتل على يد سليمان شاه لخيانته له. يظهر في رؤى سالجان، ويطلب منها قتل سليمان شاه.
- السيد توكتاميش (مبني بشكل فضفاض على شخصية توقتمش التاريخية، زعيم القبيلة الزرقاء ؛ قام بدوره ديمير بارسكان) - الأخ بالدم والرفيق للسيد جاندار. يتم تسميمه حتى الموت على يد أورال، بمساعدة سيمون، لزيادة نفوذ أورال مع قبيلة تشافدار.
- محمود درويش (شبير جان) - درويش يساعد السيد أرطغرل في العثور على مكان على الحدود البيزنطية؛ لم يتم عرضه بعد الموسم الثاني.
- الشيخ إديب علي (عمران باكشي) – ابن محمود درويش، الصبي الصغير الذي أُسلم. يظهر كشيخ في مسلسل المؤسس عثمان .
- سوجاي خاتون ( أويا أونوستاسي) - والدة عثمان من الحليب، التي جاءت إلى قبيلة كايي من قبيلة تركمانية بعيدة. كان أرطغرل في الخارج حزينًا على وفاة حليمة ونقص الحليب لابنه بينما كانت هي في الخارج حزينة على وفاة ابنها. بعد وصولها إلى قبيلة كايي، حاولت قبيلتها اختطافها عدة مرات ولكن تم إنقاذها على يد ألانجويا. لم يتم عرضها أو ذكرها في الموسم الخامس، وبالتالي يُعتقد أنها ماتت، أو تم حل مشاكلها مع القبيلة الأخرى، أو أنها عادت بعد أن تمكن عثمان من العيش بدون حليبها.
- ألانجويا / ألميلا خاتون (جونول ناجييفا) - أخت بايكو نويان. يتم إرسالها من قبل شقيقها للتسلل إلى قبيلة كايي تحت الاسم المستعار "الميلا خاتون". تحاول قتل عثمان وإثارة الفوضى بين قبيلة القايي. وصفتها ناجييفا بأنها "من الصعب أن نحبها"، [9] قائلة "إنها تؤمن حقًا بمهمتها". [10] في النهاية يتم قتل ألانجويا على يد هايماه هاتون.
- أتابي إرتوكوش (بناءً على الشخصية التاريخية مبرز الدين إرتوكوش ؛ جسد شخصيته أونور سيناي) - أحد أكثر رجال السلطان علاء الدين ثقة، انحاز إلى أرطغرل عندما انتشرت إشاعة بين قبيلة دودورجا بأن أرطغرل كان خائنًا. بعد أن وقع في قبضة المغول، أنقذه أرطغرل، وكان على وشك إعطاء معلومات مهمة لأرطغرل عندما استشهد على يد تانغوت.
- مليكة خاتون (جيزيم أنجي) - الزوجة الثانية للسلطان علاء الدين كيكوبات ووالدة عز الدين كيليتش أرسلان. زوجة أب غياث الدين. وهي أميرة أيوبية. يتم قتلها مع ابنها، بأمر من ماهبري خاتون والأمير سعد الدين كوبيك، عندما كانوا قادمين إلى قونية.
- تكفور أندروس (علي تشاكالجوز) – تكفور قلعة كاراجاحصار ووالد هيلينا. ويرى فاسيليوس كابنه. فخور جدًا بأرطغرل بعد أن أنقذ هيلينا. تم قتله على يد لاسكاريس في السوق الخان بأمر فاسيليوس.

## روابط خارجية
- قائمة شخصيات قيامة أرطغرل على موقع IMDb (الإنجليزية)